# 王麗嘉 (Irisa)
王麗嘉（英語：Irisa Shannon Wong，1995年5月14日—），香港女模特兒，是藝人王敏德與名模馬詩慧之次女，是香港著名模特兒王曼喜的妹妹。2018年於美國波士頓大學畢業後回港在時裝品牌公司任職見習公關，隨後她投身模特兒行列。由於她曾在社交媒體公開全裸及半裸照片而被媒體關注及報導。